# White Castle (Luisiana)
White Castle es un pueblo ubicado en la parroquia de Iberville en el estado estadounidense de Luisiana. En el Censo de 2010 tenía una población de 1883 habitantes y una densidad poblacional de 987,81 personas por km².

## Geografía
White Castle se encuentra ubicado en las coordenadas 30°9′42″N 91°8′55″O / 30.16167, -91.14861. Según la Oficina del Censo de los Estados Unidos, White Castle tiene una superficie total de 1.91 km², de la cual 1.9 km² corresponden a tierra firme y (0.41%) 0.01 km² es agua.

## Demografía
Según el censo de 2010, había 1883 personas residiendo en White Castle. La densidad de población era de 987,81 hab./km². De los 1883 habitantes, White Castle estaba compuesto por el 13.81% blancos, el 85.02% eran afroamericanos, el 0.11% eran amerindios, el 0.05% eran asiáticos, el 0% eran isleños del Pacífico, el 0.37% eran de otras razas y el 0.64% pertenecían a dos o más razas. Del total de la población el 1.33% eran hispanos o latinos de cualquier raza.